# Sami Gayle
Sami Gayle, pseudonimo di Samantha Gail Klitzman (Weston, 22 gennaio 1996), è un'attrice statunitense.

## Biografia
Nata a Weston, in Florida, Inizia la sua carriera da bambina, ottenendo piccoli ruoli televisivi, avrà un ruolo marginale nel film Noah. Dal 2010 otterrà il suo primo ruolo di rilievo dove interpreta il ruolo di Nicole "Nicki" Reagan-Boyle nella serie televisiva Blue Bloods.
Debutta al cinema nel 2011 in Detachment - Il distacco, un film di Tony Kaye. Nel 2012 recita in Stolen, con Nicolas Cage. Prenderà parte, nel 2014, al film Vampire Academy.

## Filmografia

### Cinema
- Detachment - Il distacco (Detachment), regia di Tony Kaye (2011)
- Stolen, regia di Simon West (2012)
- The Congress, regia di Ari Folman (2013)
- Hateship Loveship, regia di Liza Johnson (2013)
- Vampire Academy, regia di Mark Waters (2014)
- Noah, regia di Darren Aronofsky (2014)
- Dolci scelte (Candy Jar), regia di Ben Shelton (2018)

### Televisione
- Così gira il mondo (As the World Turns) – soap opera, 3 episodi (2009-2010)
- Royal Pains – serie TV, episodio 2x15 (2011)
- Blue Bloods – serie TV, 215 episodi (2010-2024)

## Doppiatrici italiane
Nelle versioni in italiano dei suoi film, Sami Gayle è stata doppiata da:
- Gea Riva in Detachment - Il distacco
- Giulia Franceschetti in Blue Bloods
- Eva Padoan in Stolen
- Letizia Ciampa in Royal Pains